# BasketBall Verein Hagen
Il Basketball Verein Hagen è una società cestistica avente sede a Hagen.

## Storia
La squadra si sviluppò all'interno della polisportiva SSV Hagen, fino a che nel 1990 non cambiò nome in Brandt Hagen per ragioni di sponsor. Nel 2003 assunse la denominazione attuale, e l'anno seguente venne retrocessa in Regionalliga per problemi economici.

## Palmarès
- Campionato tedesco: 1

1973-74
- Coppa di Germania: 2

1975, 1996